# Macrobrachium banjare
Macrobrachium banjare är en kräftdjursart som först beskrevs av Tiwari 1958.  Macrobrachium banjare ingår i släktet Macrobrachium och familjen Palaemonidae. Inga underarter finns listade i Catalogue of Life.